# زد-10
زد-10 مروحية هجومية صينية. بدأ تطويرها منذ منتصف التسعينات. وطار النموذج الأولي عام 2003 ووصلت الدفعة الأولى من هذه المروحيات للجيش الصيني عامي 2009-2010. وهي أول مروحية هجومية صينية حديثة. وقد صممت من قبل مكتب تصميم مروحيات كاموف وتم تصنيعها من قبل شركة تشانجي لصناعات الطائرات مع مساعدات تقنية مكثفة من يوروكوبتر وأغستا.

## التصميم
المهمة الأساسية للمروحية زد-10 هي ضد الدروع كما إنها مزودة بقدرات محدودة للقتال الجوي.
تملك المروحية زد-10 تصميم مروحية قتالية قياسية مثل هيكل الطائرة الضيق ومقصورة طيارين ترادفيه (يجلس الرامي في المقدمة والطيار خلفه). كما تملك الطائرة جوانب منحدرة. كل المناطق الحيوية في الطائرة محمية بالواح مصفحة.
يتألف تسليح مروحية زد-10 من مدفع رشاش 30 ملم, صواريخ موجهة مضادة للدبابات من نوع (HJ-9)، وهي تقارن بصواريخ (TOW-2A) ويمكن استبدالها بصواريخ (HJ-10) المضادة للدبابات وهي تقارن بصواريخ هيل فاير AGM-114 كما تزود بصواريخ (TY-90) وهي صواريخ جو-جو. بالإضافة إلى ذلك تزود المروحية بحاويات قنابل غير موجهة.
زُود النموذج التجريبي من مروحية زد-10 بمحركات كندية نوع برات آند ويتني PT6C-67C قدرة 1531 حصان لكل محرك. واحتمال أن تزود المروحيات الإنتاجية بمحركات محلية صينية الصنع من نوع (WZ-9) لكنه أقل قدرة من المحرك الكندي.

## المواصفات

### الصفات العامة
- الطاقم = 2 (طيار، رامي)
- الحمولة =
- الطول =14,1 م
- الارتفاع = 3,35 م
- قطر دوران المروحة = 12 م
- الوزن (فارغة) = 5,540 كغم [7]
- وزن الإقلاع الأقصى = 5,5 طن
- قوة المحرك = 2* برات آند ويتني PT6C-67C تربوفان 1531 قدرة حصانيه لكل محرك

### الإداء
- السرعة القصوى = 300 كلم/ساعة [7]
- السرعة بالحمولة= 270 كلم/ساعة[7]
- المدى = 800 كلم [7]
- سقف الخدمة = 6000 م
- معدل التسلق = 15 متر/ ثانية [8]

## أقرا أيضا
- يوروكوبتر تايغر
- مي 35 إم
- كاموف كا-50
- أغستا إيه 129 مانغوستا
- هال دروف (مروحية)